# Tito Aguiari
Tito Agujari (Adria, 25 aprile 1834 – Trieste, 2 novembre 1908) è stato un pittore italiano.

## Biografia e opere
Diplomatosi all'Accademia di belle arti di Venezia, insegnò presso la Scuola tecnica comunale di Trieste, dove ebbe come allievo il fratello Giuseppe. Dipinse soggetti sacri (come un Sant'Antonio nella chiesa di Sant'Andrea ad Adria), storici (come lo Sbarco della salma di Massimiliano a Trieste conservato nella Biblioteca Nazionale di Vienna), ritratti (come quello di Pasquale Revoltella custodito del Museo Revoltella a lui dedicato) e paesaggi.